# Rekordy świata juniorów w lekkoatletyce
Lekkoatletyczne rekordy świata juniorów – najlepsze rezultaty uzyskane w historii lekkoatletyki przez zawodników do lat 19 w rywalizacji na stadionie.

## Inne konkurencje
Konkurencje wymienione w tabelach poniżej nie są rozgrywane na najważniejszych seniorskich zawodach lekkoatletycznych.